# Niemierzyno (gmina Połczyn-Zdrój)
Niemierzyno (niem. Nemrin) – osada w Polsce, położona w województwie zachodniopomorskim, w powiecie świdwińskim, w gminie Połczyn-Zdrój.
W latach 1975–1998 miejscowość administracyjnie należała do województwa koszalińskiego.
Niemierzyno pod koniec XVIII w. do 1771 roku należało do von Manteufflów. W XIX wieku ponownie majątek wraz z folwarkiem, powstałym w XVIII wieku powrócił do rodziny von Manteuffel i wszedł w skład klucza dóbr z Kołacza. W 1928 roku majątek należał do Ewalda von Manteuffel z Kołacza. 
Na mapie rastrowej geoportalu w miejscowości jest jedno gospodarstwo z budynkiem mieszkalnym i gospodarczym, około 50 m na północ od niego budynek gospodarczy a około 150 m na wschód ruina dużego budynku gospodarczego. Na zdjęciach satelitarnych i na współczesnej mapie nie ma zabudowań w tym miejscu.